# Dictyna albicoma
Dictyna albicoma là một loài nhện trong họ Dictynidae.
Loài này thuộc chi Dictyna. Dictyna albicoma được Eugène Simon miêu tả năm 1893.